# 蔑視國會
藐視議會或蔑視議會等，是一種涉及妨碍議會（或其他類似的立法機關）莊嚴之罪行。通常是指妨礙議會工作人員以及議員（民意代表）履行职责。如果妨碍國家級的議會，則稱為藐視國會、蔑視國會。
藐視議會與藐視法庭的罪名，在在歐洲普通法地區屬於一脈相承，如今在認定上則愈趨嚴格。過去若媒體報導任何議會或法庭審議的內容，即屬藐視議會或藐視法庭，但18世紀英國記者約翰·威爾克斯曾披露議會內容以批判政府，被下議會裁定「藐視議會」，引發民眾暴動，英國最後只得修改法例。

## 罪行
現在可能构成藐视议会的行为甚多，包括但不限於：
- 洩漏議會機密或未依規定公開議會中密會內容等
- 公開侮辱議會或代表議會的首長
- 無根據地批判議會、議會首長，甚至是單一議員、工作人員等
- 拒绝出席議會乃至議會委員會說明案情，或拒絕到聽証會作証等
- 故意误导議員或議會委員會，乃至於作偽証等
- 试图對議員乃至議會工作人員施以贿赂、恐嚇、不法協調等
- 無故妨礙議會開會或議員、工作人員等出入，如堵塞議會出入口等

在一些司法管辖区，哪些行為构成藐視議會罪由法律規定，必須由法院認定。在另一些司法管辖区，議會可以自行宣佈某些人的一些行為构成「藐視議會罪」，不受法院审查，可以直接處罰。有時候，議會虽然可以自行判定哪些人犯下藐視議會罪，但通常，被認定有罪的个人或组织可以向法院提出上诉。一些司法管辖区還将藐视议会罪视为刑事犯罪，可能入獄。 